# Pavel Rampas
Pavel Rampas (* 26. ledna 1941) je bývalý český fotbalista. Žije v Libišanech.

## Fotbalová kariéra
V československé lize hrál za Spartak Hradec Králové. Nastoupil ve 14 ligových utkáních a dal 2 ligové góly.

## Ligová bilance
| Ročník                                   | Zápasy | Góly | Klub                   |
| ---------------------------------------- | ------ | ---- | ---------------------- |
| 1. československá fotbalová liga 1963/64 | 12     | 1    | Spartak Hradec Králové |
| 1. československá fotbalová liga 1965/66 | 2      | 1    | Spartak Hradec Králové |
| CELKEM 1. liga                           | 14     | 2    |                        |